# Oskar Nowak
Oskar Johann Nowak, auch Novak, (* 25. März 1913 in Wien; † 29. Juni 1989 ebenda) war ein österreichischer Eishockeyspieler. Er ist Mitglied der deutschen Eishockey Hall of Fame.

## Karriere
Oskar Nowak spielte bis 1932 für den HC Währing, bevor er zum EK Engelmann Wien (EKE) wechselte, mit der er 1935/36 österreichischer Meister wird. In der Folgesaison 1936/37 wird er mit dem großen Konkurrenten Wiener EV österreichischer Meister. International spielte er für die österreichische Eishockeynationalmannschaft bei den Olympischen Winterspielen 1936 und bei den Eishockey-Weltmeisterschaft 1935 und 1938.
1938 kehrt Nowak zum EKE zurück. Nach dem Anschluss Österreichs an Deutschland nehmen die österreichischen Clubs an den deutschen Meisterschaften teil und Nowak wird mit dem EKE 1939 Deutscher Meister. Zudem spielt Nowak in der deutschen Nationalmannschaft, für die er an der Eishockey-Weltmeisterschaft 1939 teilnahm. 1939 werden EKE und Wiener EV zusammengelegt, Nowak aber nach Berlin versetzt, wo er beim LTTC Rot-Weiß Berlin spielt. Mit den Berlinern wird er 1941 und 1944 deutscher Vizemeister (1942 und 1943 konnten die Meisterschaften kriegsbedingt nicht beendet werden).
Nach dem Krieg kehrte Nowak zum EK Engelmann nach Wien zurück. Mit der Österreichischen Nationalmannschaft nahm Nowak an der Eishockey-Weltmeisterschaft 1947 – wo er mit der Mannschaft die Bronzemedaille holte – und bei den Olympischen Winterspielen 1948 teil.
Bei den Olympischen Sommerspielen 1948 trat Nowak mit der Feldhockey-Nationalmannschaft an und belegte in der Gruppenphase den dritten Platz.
Ab 1948 bis mindestens 1949 fungierte Nowak als Trainer der Grashoppers Zürich.